# Міжнародна баритова асоціація
Міжнародна баритова асоціація — заснована в серпні 2000 року в Брюсселі.
Головне її завдання країни-засновники бачать у забезпеченні взаємодії між продуцентами різних сортів бариту для розвитку технології, захисту навколишнього середовища, вдосконалення законодавства, а також сприяння науково-дослідним роботам з проблем видобутку, переробки і використання бариту. Перша зустріч Баритової асоціації відбулася 4-5 жовтня 2000 р. на території Нідерландів і Бельгії.
У Асоціації взяли участь представники дев'яти компаній, включаючи такі відомі, як Sachtleben Bergbau Services Gmbh (Німеччина) і MI Drilling Fluids UK Ltd. (Велика Британія) [Industrial Minerals. 2000. № 398].
Асоціація відкрита для тих, хто розробляє барит, володіє баритовими ресурсами, копальнями або потужностями по збагаченню бариту. Очікується, що до складу Асоціації увійдуть 15-20 компаній, що забезпечують значну частку світового виробництва баритової продукції.
Членами Асоціації, зокрема, є: Бразилія, Болгарія, Китай, Німеччина, Індія, Мексика, Марокко, Нідерланди, Іспанія | Туреччина, Об'єднані Арабські Емірати, Велика Британія, США.
Станом на 2004 р. в Асоціації представлена 21 компанія, в тому числі з Німеччини, Іспанії, Марокко, Індії, США і ряду інших країн. Секретаріат Асоціації знаходиться в Брюсселі, а дирекція — у Великій Британії.
Станом на 2020 р. є понад 25 членів Асоціації, що охоплює близько 50% світового виробництва баритів та понад 80% продажів.